# Jacques Le Gall
Jacques Le Gall ist eine zwischen 1959 und 1967 erschienene frankobelgische Comicserie.

## Handlung
Jacques Le Gall, ein junger rothaarigen Pfadfinder, wird in geheimnisvolle Machenschaften hineingezogen.

## Hintergrund
Jean-Michel Charlier schrieb die insgesamt sechs Geschichten ursprünglich für das französische Comic-Magazin Pilote. Die Zeichnungen stammten von MiTacq. Beide arbeiteten zeitgleich an einer weiteren Pfadfinder-Serie namens La Patrouille des castors („Die Biber-Patrouille“; auf Deutsch auch Die blauen Panther). Drei der Geschichten wurden dabei nur mit schwarzer Tusche in Lavur-Technik ausgeführt. MiTacq erhielt zeitweise Unterstützung von René Follet. Für die Wiederveröffentlichung ab 1976 im Spirou-Magazin wurden die meisten Geschichten ummontiert und gekürzt. Charlier wollte die Serie mit Jean-Charles Kraehn neu starten, wozu es jedoch durch seinen Tod nicht mehr kam. 

## Veröffentlichungen
Die Serie wurde zuerst in den Jahren 1959 und 1967 in Pilote abgedruckt und zwischen 1976 und 1981 in Spirou erneut veröffentlicht. Dupuis druckte die drei farbigen Geschichten in Einzelalben im Rahmen der Reihe Péchés de Jeunesse nach und fasste die drei schwarzweißen Episoden zu einem Band zusammen. Als Gesamtausgabe erschien die Serie in den letzten zwei Alben der Reihe Tout MiTacq.

## Albenlange Geschichten
- Jacques Le Gall contre l’ombre (1959–1960)*
- Le Lac de l’épouvante (1961–1962)*
- L’Œil de Kali (1962–1963)
- La Déesse noire (1963–1964)
- Le Secret des Templiers (1965–1966)*
- Les Naufrageurs (1966–1967)

*in Schwarzweiß-Lavur